# Molly Ivins
Mary Tyler „Molly“ Ivins (* 30. August 1944 in Monterey, Kalifornien; † 31. Januar 2007 in Austin, Texas) war eine US-amerikanische Zeitungskolumnistin, politische Kommentatorin und Bestseller-Autorin.

## Leben
Ihre ersten Veröffentlichungen erschienen in „The Review“, der offiziellen Zeitung der Studierenden der „St. John's School“. Zu dieser Zeit schrieb Ivins vor allem über Kunst und Kultur. Darüber hinaus war sie an Theater-Produktionen der Universität beteiligt und wurde dafür später mit einer lebenslangen Mitgliedschaft im „Johnnycake Drama Club“ gewürdigt.
1966 machte sie am Smith College ihren Bachelor und erwarb später einen Master-Abschluss an der Columbia University Graduate School of Journalism. Anschließend studierte sie ein Jahr am Institut für Politikwissenschaft in Paris.

### Karriere
Ihren ersten Job für eine Zeitung begann sie in der Beschwerdestelle des Houston Chronicle. Dort arbeitete sie später im Bereich für das „lokale städtische Leben“, was sie selbst als „Abwasserkanal-Redakteurin“ („sewer editor“) bezeichnete.
Sie wechselte zur Star Tribune, wo sie die erste Polizeireporterin der Stadt war. In dieser Zeit berichtete sie regelmäßig von einer sozialen Bewegung, die sich „Movements for Social Change“ nannte, über militante Schwarze, wütende Indianer, radikale Studenten und andere Außenseiter und Unruhestifter der Stadt.
Von 1970 bis 1976 arbeitete sie für den Texas Observer. Die New York Times (NYT), besorgt darüber, dass der vorherrschende Schreibstil der NYT zu fade und leblos war, warb Ivins 1976 vom Observer ab. Während ihrer Zeit bei der NYT wurde sie Chef (und einzige Angestellte) des „Rocky Mountain Büros“, das für neun westliche Bundesstaaten zuständig war. Mit der Zeit missfiel ihr „blümeranter“ Schreibstil den Redakteuren der NYT. Nachdem sie schließlich 1982 eine Reportage über das „community chicken-killing festival“ als „Gang-Rupfen“ („gang-pluck“) veröffentlichte, wurde sie entlassen. Von 1982 an schrieb Ivins für den „Dallas Times Herald“, bis die Zeitung 1992 eingestellt wurde. Noch im selben Jahr nahm sie eine Anstellung beim Fort Worth Star-Telegram an, wo sie bis 2001 blieb.
Ihre Kolumne wurde in nahezu 400 Zeitungen in den USA veröffentlicht.
1995 warf ihr die Humoristin „Florence King“ vor, ihre Texte mehrfach plagiiert und sie in einem Fall inhaltlich falsch zitiert zu haben. Ivins entschuldigte in einem Brief bei King, den sie allerdings mit dem Satz „Sie sind sicher ein armseliges Miststück, oder liege ich da falsch?“ beendete. King veröffentlichte den Brief und fügte ihm ihre Antwort bei.
Molly Ivins war ein Vorstandsmitglied der „Texas Democracy Foundation“, die den „Texas Observer“ publizierte und Kommentatorin der Sendung 60 Minutes.
Ihre Kritik an der texanischen Legislative fasste sie im Satz zusammen: „Eine der korruptesten, inkompetentesten und drolligsten der Bundesstaaten der USA“.
Im Jahr 2003 prägte sie den Begriff der „großen liberalen Gegenbewegung von 2003“ („Great Liberal Backlash of 2003“) und war ein leidenschaftlicher Kritiker des Irakkrieges. Für George W. Bush verwendete sie regelmäßig den Spitznamen „Shrub“ („Strauch“).

### Tod
1992 wurde bei Ivins lokal fortgeschrittener Brustkrebs diagnostiziert. Trotz einer Chemotherapie brach das Leiden in den Jahren 2003 und im Spätsommer 2005 erneut aus. Im Januar 2007 veröffentlichte sie zwei weitere Kolumnen. Ivins starb in ihrem Haus in Austin am 31. Januar 2007 im Alter von 62 Jahren.
Nach ihrem Tod sagte George W. Bush, der ein häufiges Ziel ihrer journalistischen Attacken war, in einer Erklärung:

„I respected her convictions, her passionate belief in the power of words, and her ability to turn a phrase. She fought her illness with that same passion. Her quick wit and commitment to her beliefs will be missed.“

## Auszeichnungen
- „William Allen White Preis“ der University of Kansas, (2001)[12]
- „Smith Medal“ des Smith College (2001)[13]
- Auszeichnung durch die American Academy of Arts and Sciences, (2001)[14]
- „Ivan Allen Jr. Preis“ (Progress and Service), (2003)[15]
- „Pringle Prize for Washington Journalism“ der Columbia University, (2003)[14]
- „Eugene V. Debs Preis“ in der Kategorie Journalismus, (2003)[14]
- „David Brower Award“ für Journalismus des Sierra Clubs, (2004)[14]
- „David Nyhan Prize“ für politischen Journalismus from des „Joan Shorenstein Center on the Press, Politics, and Public Policy“ der Harvard University, (2006)[16]
- „The Molly National Journalism Prize“ der „Texas Democracy Foundation“, (2006)[17]
- Ironisch bemerkte Ivins, dass sie neben diesen Auszeichnungen besonders stolz darauf war, dass das Maskottchen der Polizei von Minneapolis, ein Schwein, nach ihr benannt und ihr das Betreten des Campus der Texas A&M University verboten wurde.[18]

## Werke (Auszug)
- Bill of Wrongs: The Executive Branch's Assault on America's Fundamental Rights, Random House, 2007, ISBN 1-4000-6286-1
- Who Let the Dogs In?: Incredible Political Animals I Have Known, Random House, 2004, ISBN 1-4000-6285-3
- Lou Dubose und Molly Ivins, Bush-Feuer Die Gier der Superreichen – Amerika unter George W. Bush, Kiepenheuer & Witsch, 2004, ISBN 3-462-03370-0
- Vincent Bugliosi und Molly Ivins, The Betrayal of America: How the Supreme Court Undermined the Constitution and Chose Our President, Thunder's Mouth Press, 2001, ISBN 1-56025-355-X
- Lou Dubose und Molly Ivins, Shrub: The Short But Happy Political Life of George W. Bush, Random House, 2000, ISBN 0-375-50399-4
- You Got to Dance With Them What Brung You: Politics in the Clinton Years, Random House, 1998, ISBN 0-679-40446-5
- Nothin' But Good Times Ahead, Random House, 1995, ISBN 0-517-16429-9
- Molly Ivins Can't Say That, Can She?, Random House, 1991, ISBN 0-679-40445-7
- Bryan Wooley und Molly Ivins, The Edge of the West and Other Texas Stories, Texas Western Pr, 1987, ISBN 0-87404-214-3